# 奥谷禎一
奥谷 禎一（おくたに ていいち、1920年（大正9年）2月16日 - 2011年（平成23年）10月3日）は日本の昆虫学者。神戸大学名誉教授。農学博士。

## 経歴
1920年2月16日、東京府に生まれる。
1943年9月に東京帝国大学農学部を卒業し、第9陸軍技術研究所に就職した。
1947年4月、教育研修所（1949年6月より組織改組で国立教育研究所、2001年1月より国立教育政策研究所）文部教官となる。
1951年11月に兵庫県立農科大学講師に就任。1953年2月に同大学の助教授、1969年4月の同大学の国立移管に伴い神戸大学農学部助教授、1971年4月に神戸大学農学部教授となる。この間、1961年5月に「日本産広腰亜目幼虫の分類学的研究」で北海道大学から農学博士号を取得する。1967年5月-1968年3月には、欧州の研究機関や大学を歴訪し研究者らと交流した。
1983年4月、定年退官と同時に神戸大学名誉教授となる。
2011年10月3日に死去した。

## 研究分野
- ハバチ類の分類と生態研究（特に日本産ハバチ類幼虫の分類の体系化）
- 都市型昆虫の環境適応機構の研究
- 自然破壊・殺虫剤の空中散布が昆虫に及ぼす影響の研究

## 受賞等
- 1982年11月　兵庫県科学賞
- 1994年4月　勲三等瑞宝章

## 役職
- 日本昆虫学会 評議員・自然保護委員長
- （財）文化財虫害研究所 評議員・顧問
- 1980年度 環境庁 第2回自然環境保全調査 昆虫類総括責任者

## 著作
- 『原色昆虫百科図鑑』集英社、1965年（古川晴男・長谷川仁と共編）
- 『原色日本昆虫図鑑 [下]』保育社、1977年（伊藤修四郎・日浦勇と共編）
- 『都市と昆虫』環境生物研究会、1982年（編著）

## 献名
奥谷に献名された昆虫には下記のようなものがある。ハバチ類を中心に種小名に okutanii と献名されたものが多いが、ハバチ科の属 Okutanius D.R. Smith, 1981 は属名に献名されている 。
- ミフシハバチ科
  - Aproceros okutanii Togashi, 1968 オクタニクワガタハバチ　北海道、本州
- ハバチ科
  - Beldonea okutanii  (Saini, D. Singh, M. Singh & T. Singh, 1985)  インド
  - Busarbia okutanii Saini, 2005　インド
  - Euura okutanii  (Togashi, 1965)　オンタデハバチ　本州
  - Okutanius lobatus D.R. Smith, 1981 韓国　（Okutanius 属のタイプ種）
  - Okutanius pekinensis Wei, 1994　中国
  - Pachyprotasis okutanii Inomata, 1970　オクタニキモンハバチ（ヨモギシマハバチ） 本州・佐渡島・淡路島
  - Perineura okutanii Takeuchi, 1959 アジサイハバチ　本州・四国・九州
  - Tenthredo okutanii Singh, 1985 インド
- シギアブ科
  - Chrysopilus okutanii Nagatomi, 1968 本州
- オサムシ科
  - Clivina okutanii Habu, 1958　中国